# Santa Maria, Gasolina em Teu Ventre!
Santa Maria, Gasolina em Teu Ventre! foi uma banda portuguesa activa entre 1986 e 1991,  de temas predominantemente instrumentais, que introduziu em Portugal as linguagens do rock experimental e do ruído, misturadas com influências assumidas de Sun Ra, psychedelic-garage, música exploratória, rock progressivo e de compositores portugueses como José Mário Branco. Os "Santa Maria, Gasolina em Teu Ventre!" ganharam um estatuto de culto, sendo conhecidos pelos seus concertos intensos, assentando fortemente nos elaborados jogos musicais entre todos os instrumentos de corda e tocados a um volume muito alto.

## Biografia
A banda foi formada em Lisboa, em 1986, por Jorge Ferraz (guitarra e sintetizador), Vítor Inácio (baixo e melódica) e Fernando Quaresma (bateria). Em 1987 entra Luís Coroado (guitarra). Em 1990, Tó Trips (ex-guitarrista dos "Amen Sacristi") integra a banda, que assim passa a ter três guitarristas. Ainda nesse ano, Fernando Quaresma abandona o grupo, sendo substituído por Sapo (ex-guitarrista dos Pop Dell'Arte e baterista em "João Peste & o AcidoxiBordel").
Em 1989, editaram o LP "Free-Terminator / Falcao Solitário Sem Ser Distorção" pela editora Ama Romanta, com produção de Jorge Ferraz e João Peste dos Pop Dell'Arte. Neste disco tocam Jorge Ferraz, Vítor Inácio, Fernando Quaresma e Luís Coroado. Tiveram como convidado, na voz, o actor Francisco Nascimento. Em 1991, e na sequência da ruptura de Jorge Ferraz com João Peste no seio da banda “João Peste & o AcidoxiBordel" o que leva ao fim do relacionamento com a editora Ama Romanta, sai, em edição de autor, o EP "Santa Maria, Gasolina em Teu Ventre", produzido por Sapo e Jorge Ferraz. Neste EP participam todos os seis elementos que, ao longo dos anos, fizeram parte da banda e aparecem como convidados, o vocalista dos Mão Morta, Adolfo Luxúria Canibal, vocalizando o tema "Go West, Céline" e, no tema “Optical Sunday Without William Burroughs”, o actor Carlos Rosário, que declama o poema, e o teclista Pedro Silva. Mais tarde, em 2005, a editora Zounds Records republicou essas duas edições num CD único.
O álbum "Free-Terminator / Falcao Solitário Sem Ser Distorção" foi considerado em 1998 um dos melhores álbuns da música Português popular (1960-1997), numa lista publicada pelo jornal Público e pela FNAC.
O fim dos "Santa Maria, Gasolina em Teu Ventre!" deu-se em 1991, motivado em grande parte pela insatisfação dos músicos com a perda da sua sala de ensaios, o que alterava muito a dinâmica de uma banda habituada a muitos ensaios por semana.
Após o final da carreira dos “Santa Maria, Gasolina em Teu Ventre!", Jorge Ferraz criou várias bandas novas como “God Spirou”, “Muad’Dib off Distortion” e “Fatimah X”, todas elas com CD’s editados, respectivamente, pelas editoras El Tatu, Música Alternativa e Transformadores . Em 2008, começou uma carreira a solo, contando com a colaboração visual dos cineastas Joaquim Pinto e Nuno Leonel, de que resultaram o CD “África Mecânica de Metal” editado em 2008 pela Zounds Records e o CD/DVD "Humanos Abençoados e outras contos" editado em 2010 pela Presente, editora dos dois cineastas.  Actualmente está também está envolvido na arte multimídia com o coletivo de músicos, videoastas e performers Cellarius Noisy Machinae. Jorge Ferraz foi ainda guitarrista da banda "João Peste & o AcidoxiBordel".
Vítor Inácio integrou também alguns dos projetos criados por Jorge Ferraz a seguir ao fim dos "Santa Maria, Gasolina em Teu Ventre!", mas abandonou a actividade musical em 1996. Actualmente é membro do colectivo Cellarius Noisy Machine, ligado à filmagem, edição e projecção de vídeo.
Fernando Quaresma e Luis Coroado deixaram a música após o fim de "Santa Maria, Gasolina em Teu Ventre!".
Sapo juntou-se aos  Mão Morta, como guitarrista.
Tó Trips formou os Lulu Blind e, depois,  Dead Combo. Desenvolve igualmente, e em paralelo, uma carreira a solo.
Em novembro de 2014, Jorge Ferraz e Tó Trips foram considerados pela revista Blitz dois dos melhores 30 guitarristas portugueses dos últimos 30 anos.

## Edições[9]
Álbuns
Free-Terminator / Falcao Solitário Sem Ser Distorção, Ama Romanta (1989)
Santa Maria, Gasolina em Teu Ventre!, Zounds Records (2005)
EP
"Santa Maria, Gasolina em Teu Ventre!", edição de autor (1991)